# 헤클러운트코흐 AG36
헤클러 운트 코흐 AG36(독일어: Anbau-Granatwerfer)는 헤클러&코흐에서 설계하고 생산하는 G36를 위한 단발 40 mm 유탄발사기이다. 더블 액션 방식으로 작동하며 대부분의 40x46 mm 저각도 탄약을 쏠 수 있으며, HK79에서 쓰인 총열을 좌측으로 꺾어 탄약을 장전하는 브레이크 액션을 이어받았다. G36이외에도 피카티니 레일을 쓰는 AR-15계열의 소총에도 붙일 수 있도록 AG-C/EGLM(Enhanced Grenade Launching Module, 강화된 유탄 발사 모듈)이 있으며. 소총의 조준기와 AG-C/EGLM의 조준기는 분리되어 서로 맞물리지 않도록 개량되었다.
영국 육군은 51 mm 경박격포를 대체하기 위해 L17/A2로 명명하여 구입하였으며 L85A2에 장비하고 있다. 미국 육군에서 M203 유탄발사기를 대체하기 위해 AG-C를 개량하여 M320 유탄발사기로 명명, 2006년에 정식으로 채용하였다.

## 운용 국가
- 네덜란드 - AG-NL로 채용 중에 있다.
- 독일 - HK69A1을 대채하였다.
- 라트비아
- 리투아니아
- 스페인
- 영국 - 특수부대와 정찰 소대는 L119A1 카빈총에 L17A1 UGL로, 영국 육군은 L119A2 UGL로 채용하고 있다.

## 같이 보기
- 헤클러&코흐 HK79
- M320 유탄발사기